# Pablo Campos Palacín
Pablo Campos Palacín (Cordobilla de Lácara (Badajoz), 1951) es un profesor, escritor e investigador español enfocado principalmente al estudio del medio ambiente y sus repercusiones en la economía.
Fue profesor en la Universidad Complutense de Madrid (1981-1986) y es investigador del Consejo Superior de Investigaciones Científicas, doctorado en Ciencias Económicas por la universidad Complutense de Madrid en 1983. Vicedirector (2007 hasta la actualidad) del Instituto de Políticas y Bienes Públicos (IPP) del Consejo Superior de Investigaciones Científicas (CSIC). Responsable del Grupo de Investigación en Economía Ambiental del Instituto de Políticas y Bienes Públicos del CSIC. Sus investigaciones se centran en los métodos multidisciplinares de valoración ambiental,  economía de los sistemas agroforestales mediterráneos, principalmente enfocado a la dehesa y los montes de alcornocales, con el fin de llegar al estudio teórico que permita la implantación de una contabilidad nacional ambiental según los acuerdos de Nagoya (2010).
Pablo Campos Palacín es además miembro del Grupo de Investigación de Economía Ambiental de la Facultad de Ciencias Económicas y Empresariales de la Universidad Complutense de Madrid; investigador visitante de las universidades Técnica de Lisboa (1987), Londres (1989-1990), Reading (1989), Padova (1999) y California en Berkeley (2001), editor asociado (1999-2011) de Forest Systems y miembro del London Group on Environmental Accounting.
Su interés e investigación por el ambiente natural, le llevó a la fundación de la Asociación Hispoano-Portuguesa de Economía de los Recursos Naturales y Ambientales (AERNA), donde ha sido presidente desde 2002 al 2008, asociación que integra a la mayoría de los investigadores en esta materia, tanto de España como de Portugal.
Ha participado en 49 proyectos I+D tanto públicos como con empresas privadas. Cuenta con multitud de publicaciones.
Su labor se extiende a la sociedad mediante la divulgación de los conocimientos en defensa del patrimonio ambiental y cultural.
Ha recibido numerosos reconocimientos entre los que se encuentran: Premio de Ensayo El Europeo (1982), Premio Vida Sana (1983), Premio Nacional Lucas Mallada de Economía y Medio Ambiente (2002), Medalla de Oro de Arroyo de la Luz (2009) y Medalla de Oro de Extremadura (2009)